# Băng hà ở Ba Lan

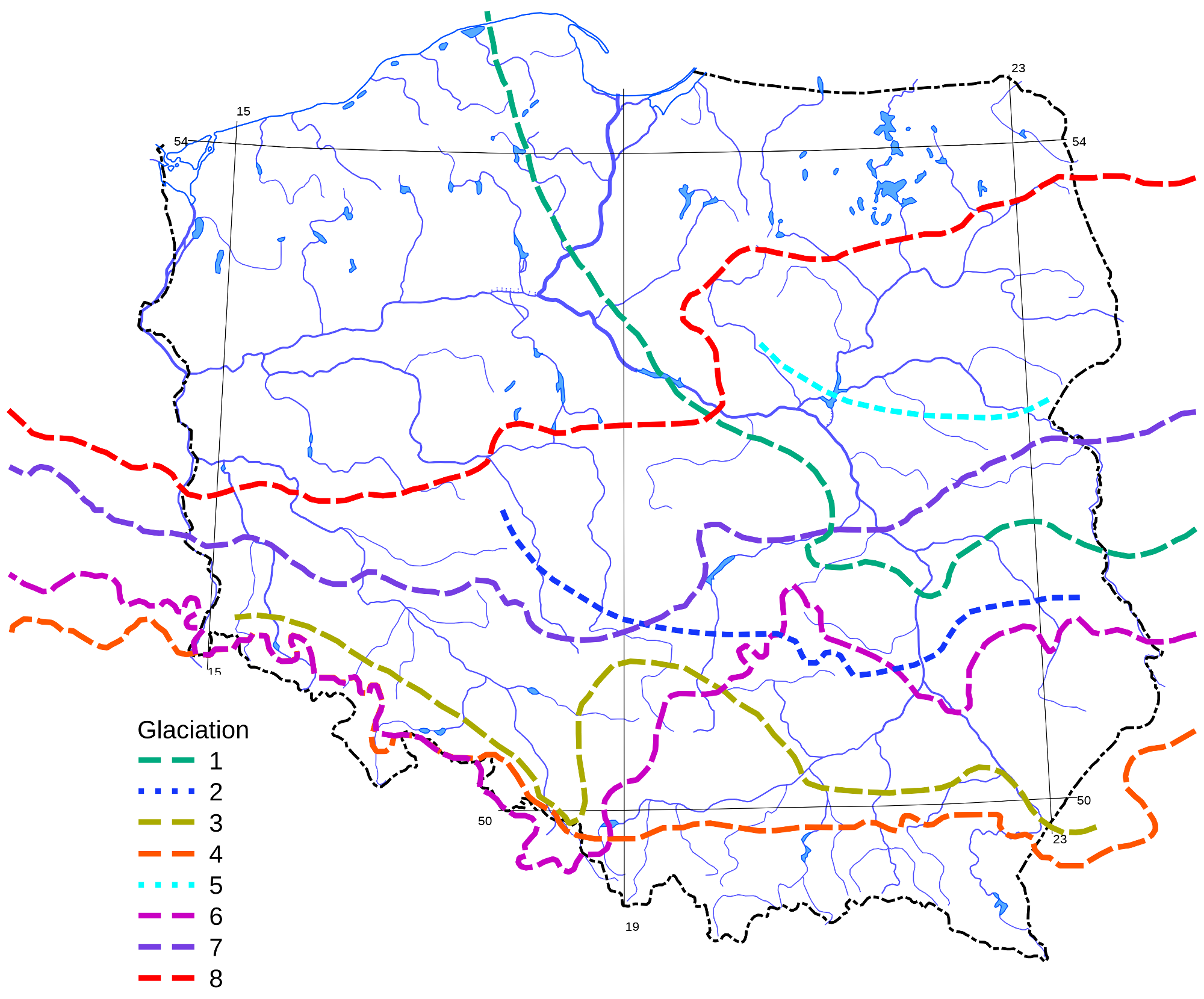
Phạm vi tối đa của băng hà ở Ba Lan.

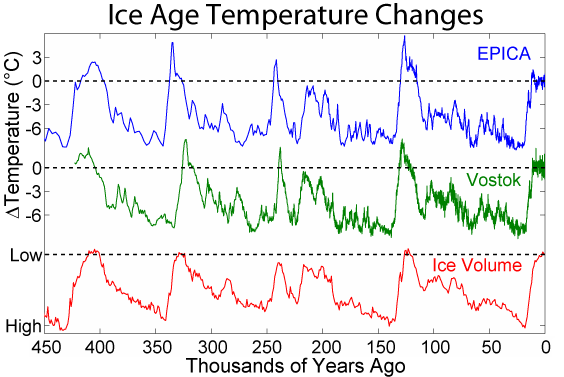
Biên độ nhiệt ở Nam Cực trong 450.000 năm qua, dựa trên phân tích thành phần đồng vị của nước từ lõi băng.

Trong thế Pleistocene, bề mặt Trái Đất được bao phủ bởi nhiều dòng sông băng, trong đó khu vực lãnh thổ Ba Lan được bao phủ một phần hoặc gần như hoàn toàn bởi sông băng. Tại thời điểm đó, dải băng lớn và tan chảy định kỳ, do đó hầu như trên mọi miền đất nước là trầm tích băng.
Trong thời kỳ băng hà Pleistocene, lãnh thổ Ba Lan liên tục hình thành sông băng trên núi. Ở Carpathians, đây là trường hợp điển hình ở núi Tatras và Tatras thấp, trong dãy núi Sudety thuộc rặng núi khổng lồ. Trong các dãy núi này, và đặc biệt là ở Tatras, người ta vẫn có thể thấy nhiều dấu vết trầm tích băng dưới nhiều hình dạng và hệ thống thung lũng hình chữ U, thung lũng treo và các dải băng khác. Mặt khác, khu vực dãy núi Świętokrzyskie gần như được bao phủ hoàn toàn bởi sông băng Scandinavia, chỉ phần cao hơn của dãy núi lộ ra là  đỉnh núi nổi lên trên bề mặt của tảng băng và được bao quanh ở tất cả các phía bởi một lớp băng.
Ở những khu vực của đất nước mà dải băng không đến được, có nhiều tuyết nhưng không đủ để tạo thành sông băng (sông băng trên núi) thì các quá trình đóng băng chiếm ưu thế. Mặc dù sự tác động của tuyết yếu hơn so với sông băng, tuyết cũng phủ lên khắp bề mặt nhiều dãy núi - Tatra, Babia Gora, Karkonosze, Snieżnik Massif và dãy núi Izerskie.
Trong thời kỳ ấm hơn (ở nhiều vùng phía nam của Ba Lan), lượng mưa tăng lên thay vì tuyết rơi, tạo hình bề mặt đất do xói mòn. Ảnh hưởng của các quá trình này có thể được nhìn thấy ở một số nơi cho đến ngày nay, ví dụ như ở các phần thấp hơn của Carpathians Ba Lan, nơi cũng có các thung lũng rộng.

## Băng hà ở Ba Lan
Cần lưu ý rằng đối tượng nghiên cứu nhất định chỉ là một trong những đề xuất và chỉ áp dụng cho Ba Lan. Ở phần còn lại của châu Âu và trên thế giới (đặc biệt là ở Bắc Mỹ), các sự kiện  thường tương tự nhau, nhưng đôi khi khác biệt đáng kể về chi tiết hoặc khung thời gian, và rất khó để so sánh tương quan chúng theo khu vực. Các cuộc thảo luận và tranh cãi về thời kỳ băng hà cuối cùng vẫn đang diễn ra, như trong một lĩnh vực địa chất hiếm có, và có lẽ sẽ kéo dài trong nhiều năm.

## Băng hà Đông Bắc (Podlasie)
Được biết đến như là Băng hà Podlasie hoặc Băng hà Đông Bắc. Nó kéo dài từ 1200 nghìn - 950 nghìn năm trước

### Sông băng của Narew
Chúng được coi là dòng sông băng Pleistocene lâu đời nhất của Ba Lan. Trong thời gian đó, mũi của tảng băng đã đến vùng đất phía bắc của Vùng đất Lublin, khu vực cửa sông Pilica và xung quanh Płock, từ đó chạy về phía bắc tới Thung lũng Vistula Hạ. Do đó, dải băng bao phủ phần phía đông bắc của đất nước. Đất sét cuội xuất hiện trong khu vực thung lũng Vistula, thuộc vùng Gałachów, là tàn dư của dòng sông băng này.

## Băng hà Nam Ba Lan
Nó kéo dài từ 730 nghìn - 430 nghìn năm trước

### Sông băng của Nida
Băng hà Nam Ba Lan  bao quanh Wzniesienia ódzkie và Wyżyna Lubelska, tựa vào sườn phía bắc của dãy núi Świętokrzyskie. Đất sét cuội lâu đời nhất được coi là một dấu vết sau băng hà này; trầm tích được tìm thấy ở phía bắc và phía tây của dãy núi Świętokrzyskie, cũng như ở Kleszczów (gần Bełchatów) và một số thung lũng sâu của cao nguyên Lublin.

### Sông băng San
Trong lần băng hà Nam Ba Lan tiếp theo, dải băng đã đến đất liền của Sudetes và Thung lũng Hạ San, do đó băng qua vành đai của vùng cao nguyên miền trung Ba Lan. Các tảng đá cuội, là tàn dư của thời kỳ này, đạt độ dày từ 5 đến 30 mét.

### Sông băng San II
Trong lần cuối cùng của băng hà Nam Ba Lan, tảng băng đã đến các sườn phía bắc của Roztocze, Carpathians và Sudetes. Vào thời điểm đó, đất sét lát, cát và sỏi có độ dày hàng chục mét đã được lắng đọng xuống. Trong các thung lũng của các dòng sông chảy từ Carpathians, 90 mét trầm tích đã lắng xuống.

## Băng hà miền trung Ba Lan
Nó kéo dài từ 300.000 - 170.000 năm trước

### Sông băng của Liwiec
Sau một thời kỳ lạnh giá, đã có một thời gian ngắn, kéo dài vài chục nghìn năm, vào thời kỳ gian băng Zbójna, các tảng băng từ thời kỳ trước đó bắt đầu xói mòn. Khí hậu ấm hơn so với hiện tại. Trầm tích phù sa và bùn từ gian băng này trở nên phổ biến hơn.

### Sông băng Krzna
Khoảng 330-320 nghìn năm trước, dải băng, bao phủ lưu vực Krzna hiện tại, đã lan đến vùng lân cận của Małopolska và Lubelska Upland. Nó chen mình vào giữa hai thung lũng Vistula.

### Sông băng sông Odra
Trong các mỏ đá, sinh vật, sông và đá vôi Lubawa đã được hình thành, và trong hoàng thổ xảy ra ở phía nam Ba Lan có các loại đất hóa thạch, xuất phát từ gian băng này.

### Băng hà Warta
Mỗi thời kỳ băng hà Warta lạnh hơn để lại phía sau đất sét bị chia cắt bởi trầm tích sỏi cát với đất sét hoặc bùn và đất sét cũng như dải băng tích và bãi cát.

## Bắc băng hà
Nó kéo dài từ 115 nghìn. - 11,7 nghìn năm trước

### Sông băng của Vistula

#### Sông băng Toruń
Dải băng hai lần bao phủ Thung lũng Lower Vistula, nơi trước đây có vịnh biển.

#### Sông băng Siawiecia
Tiếp theo, dải băng có lẽ đã đi vào khu vực Warmia và phần phía bắc của Quận Hồ Masurian.

#### Sông băng chính
Khoảng 13,8 nghìn năm trước công nguyên (giai đoạn Gardno), dải băng cuối cùng đã nhường chỗ cho lãnh thổ hiện tại của Ba Lan.